# Roman Niedzielski
Roman Niedzielski (ur. 21 marca 1911 w Stanisławowie, zm. 2 listopada 1978), polski inżynier mechanik, docent i pierwszy rektor Wyższej Szkoły Inżynierskiej w Rzeszowie (późniejszej Politechniki).

## Życiorys
Był synem Jana (urzędnika pocztowego) i Marii Glińskiej. W Stanisławowie ukończył gimnazjum, następnie studiował na Wydziale Mechanicznym Politechniki Lwowskiej. Po ukończeniu studiów (1938) został nauczycielem w Gimnazjum Mechanicznym Polskiej Macierzy Szkolnej we Włodzimierzu Wołyńskim, z dniem 1 września 1939 miał objąć funkcję dyrektora tej placówki. Pozostał we Włodzimierzu Wołyńskim w czasie okupacji radzieckiej i niemieckiej. Wyjechał w 1944 razem z żoną i córką w obawie przed pogromami ukraińskimi i osiedlił się w Rzeszowie, gdzie początkowo podjął pracę palacza na kolei, a następnie (już po wejściu wojsk radzieckich) pomocnika w zakładzie fotograficznym. Po ofercie dyrektora Gimnazjum Mechanicznego w Ropczycach ks. Jana Zwierza powrócił do zawodu nauczyciela. W latach 1951–1952 uczył fizyki w Zespole Szkół Ekonomicznych w Rzeszowie.
Należał do grona inicjatorów utworzenia w Rzeszowie wyższej szkoły technicznej. Od 1951 współpracował z Wieczorową Szkołą Inżynierską, gdzie wykładał mechanikę ogólną, wytrzymałość materiałów oraz części maszyn z projektowaniem. Obok pracy dydaktycznej prowadził aktywną działalność organizatorską, pełniąc funkcję dziekana Wydziału Mechanicznego Rzeszowskiej Wieczorowej Szkoły Inżynierskiej w Krakowie (1954), a następnie dziekana Studium Wieczorowego Wydziału Mechanicznego Politechniki Krakowskiej w Rzeszowie (1955-1963). W 1966 został mianowany docentem. Wobec limitu etatów łączył obowiązki wykładowcy z zadaniami kierownika administracyjnego, kierownika finansowego, przewodniczącego komisji rekrutacyjnej, zastępcy przewodniczącego egzaminu dyplomowego. Pod kierownictwem Niedzielskiego szkoła poszerzała bazę lokalową i laboratoryjną, by wreszcie na podstawie rozporządzenia Rady Ministrów z 25 czerwca 1963 zostać przekształconą w Wyższą Szkołę Inżynierską w Rzeszowie z dwoma wydziałami — Ogólnotechnicznym i Mechanicznym, kształcącą w systemie dziennym i wieczorowym.
Roman Niedzielski został pierwszym rektorem uczelni i pełnił funkcję do 1972. W tym okresie powstały kolejne wydziały — Elektryczny (1965), Inżynierii Sanitarnej (1967) i Technologii Chemicznej (1968) oraz Oddział Lotniczy na Wydziale Mechanicznym (1972), a studia ukończyło łącznie 1651 osób. Niedzielski wykładał części maszyn, a także do końca życia kierował Zakładem Konstrukcji Maszyn na Wydziale Mechanicznym. Współpracował z Ministerstwem Oświaty i Szkolnictwa Wyższego przy opracowywaniu planu studiów zawodowych na kierunku mechanika oraz programów nauczania z wielu przedmiotów, m.in. mechanika ogólna, wytrzymałość materiałów, części maszyn. Dla Huty Stalowa Wola opracował model przekładni planetarnych.
Działał w Stowarzyszeniu Inżynierów i Techników Mechaników Polskich. Był odznaczony m.in. Złotym Krzyżem Zasługi, Krzyżem Kawalerskim i Komandorskim Orderu Odrodzenia Polski, odznaką "Zasłużony dla Województwa Rzeszowskiego", tytułem Zasłużony Nauczyciel PRL. Jego imieniem nazwano jedną z ulic Rzeszowa (1991), a na Politechnice Rzeszowskiej odsłonięto poświęconą mu tablicę pamiątkową (w listopadzie 1980).
Został pochowany na cmentarzu Pobitno w Rzeszowie. Z małżeństwa z Jadwigą z Jabłońskich miał córkę Krystynę, lekarkę.